# Suzanne Weyn

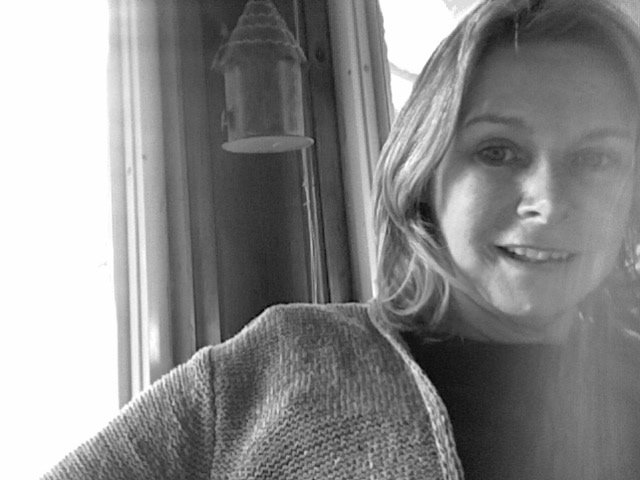
Suzanne Weyn

Suzanne Weyn (* 7. Juli 1955 in New York City) ist eine US-amerikanische Autorin für Jugendromane.

## Biografie
Suzanne Weyn wuchs in Williston Park, New York, auf. Im Kindesalter interessierte sie sich sehr für das Theater und für das Lesen. Sie ist die älteste von vier Kindern und Absolventin des Nassau Community College und der SUNY Binghamton. Sie hat einen Master-Abschluss im Unterrichten von Jugendlichen von der Pace University und hat an der New York University und dem City College of New York unterrichtet.
Suzanne Weyn hat in den USA mehrere Romane für Jugendliche veröffentlicht, von denen The Bar Code Tattoo ins Deutsche übersetzt wurde. The Bar Code Tattoo wurde von der American Library Association (ALA) als „Quick Pick for Reluctant Young Adult Readers“ ausgezeichnet und von der Nevada Library Association als "Best Young Adult Book" nominiert. Es erschien zeitweise auf US-amerikanischen High-School- und Middle-School-Leselisten. Die deutsche Übersetzung von The Bar Code Tattoo wurde in die engere Auswahl für den deutschen Jugendliteraturpreis aufgenommen. Die Fortsetzungen sind The Bar Code Rebellion und The Bar Code Prophecy.
Suzanne lebt heute mit ihrem Mann und ihren beiden Töchtern im Bundesstaat New York.

## Werke (Auswahl)

### Romane
- Faces of the Dead (2014)
- Dr. Frankenstein's Daughters (2013)
- The Invisible World: A Novel of the Salem Witch Trials (2012)
- Distant Waves: A Novel of the Titanic (2009)
- Reincarnation (2009)
- Diamond Secret (2009)
- The Night Dance (2005)
- The Crimson Thread (2008)
- South Beach Sizzle mit Diana Gonzalez (2005)
- Suckers (2010)
- The Haunted Museum (2017)
- The Bar Code Tattoo (2004)
- The Bar Code Rebellion (2006)
- The Bar Code Prophecy (2012)
- Empty (2010)
- Wildwood Stables (2010)

### Kurzgeschichten
- Beaten (2014)
- Recruited (2013)
- Full Impact (2013)